# Thomas Perrott
Sir Thomas Perrott (1851 – Chichester, 1919) è stato un generale britannico.

## Biografia
Perrott ottenne la commissione come ufficiale nella Royal Artillery dal 1870. Venne nominato Assistente Sovrintendente agli Esperimenti della Scuola Cannonieri nel 1885, Assistente Ispettore dei Warlike Stores nel 1891 e Capo Istruttore della Scuola Cannonieri nel 1896. Prestò dunque servizio nella Seconda guerra boera prima di tornare all'incarico di Capo Istruttore nella Scuola Cannonieri dal 1902. Fu quindi colonnello dello staff del comandante della Royal Artillery nel distretto del Tamigi nel 1904, Comandante della Guarnigione della Royal Artillery per la difesa del Tamigi e di Medway nel 1905, nonché Brigadiere Generale comandante le difese costiere scozzesi nel 1906. Divenne General Officer Commanding delle Troops in the Straits Settlements nel 1907 e Comandante della Royal Artillery a Gibilterra nel 1910 prima di ritirarsi nel 1913. Richiamato in servizio allo scoppio della prima guerra mondiale come Ispettore dell'Artiglieria Reale a Cavallo e dell'Artiglieria Reale da Campo nel 1914, si ritirò definitivamente nel 1915.
Morì a Hambrook Grange presso Chichester.